# Síndrome de la máscara sonriente
El síndrome de la máscara de la sonrisa (en japonés: スマイル仮面症候群 sumairu kamen shōkōgun?), abreviado SMS, es un trastorno psicológico propuesto por el profesor Makoto Natsume de la Universidad de Mujeres de Osaka Shoin, en qué sujetos desarrollan depresión y enfermedad física como resultado de una sonrisa prolongada y antinatural. Natsume propuso el trastorno después de asesorar a los estudiantes de la universidad en su práctica y notar que varios estudiantes habían pasado tanto tiempo fingiendo sus sonrisas que no sabían que estaban sonriendo incluso mientras le relataban experiencias estresantes o perturbadoras. Natsume atribuye esto a la gran importancia que se le da a la sonrisa en la industria de servicios japonesa, particularmente para las mujeres jóvenes.

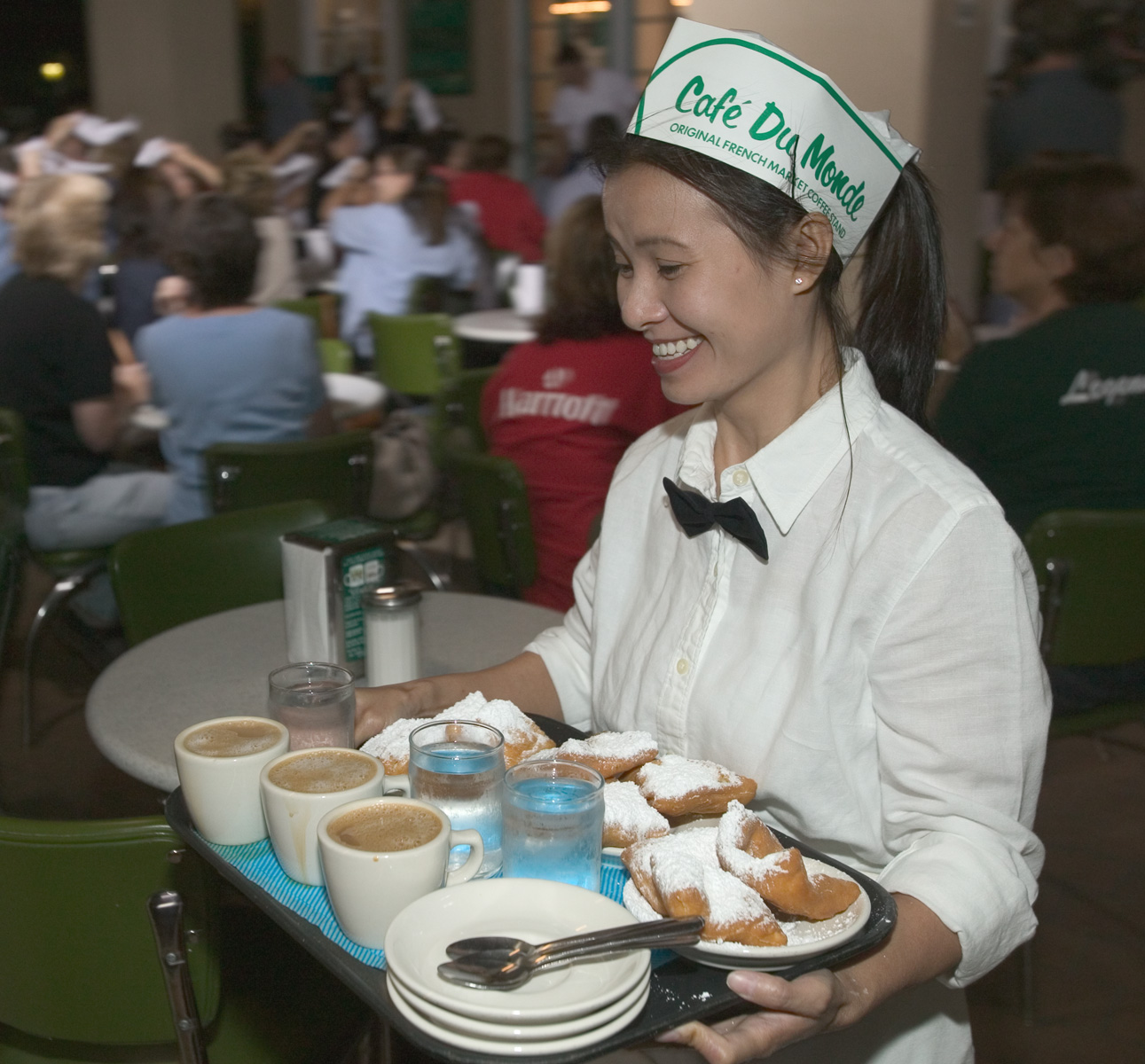
Se espera que una camarera en un restaurante muestre positividad, como sonreír y expresar emociones positivas hacia los clientes.

Sonreír es una habilidad importante para las mujeres japonesas que trabajan en la industria de servicios. Casi todas las empresas de la industria de servicios en Japón requieren que su personal femenino sonríe durante largos períodos de tiempo. Natsume dice que sus pacientes a menudo hablan sobre la importancia de sonreír cuando el tema de la conversación es en su lugar de trabajo. Él relata ejemplos de pacientes que dijeron que sentían que su sonrisa tenía un gran efecto sobre si fueron contratados o no, y que sus superiores habían enfatizado el efecto que las buenas sonrisas tenían en los clientes. Según Natsume, esta atmósfera a veces hace que las mujeres sonrían de manera poco natural durante tanto tiempo que comienzan a reprimir sus emociones reales y a deprimirse. 
El autor japonés Tomomi Fujiwara señala que la demanda de una sonrisa común en el lugar de trabajo surgió en Japón alrededor de la década de 1980, y culpa a los cambios culturales provocados por Tokyo Disneyland, inaugurado en 1983, de popularizar la demanda de una sonrisa obligatoria en el lugar de trabajo.
El síndrome de la máscara de la sonrisa también se ha identificado en Corea. El escritor coreano Bae Woo-ri señaló que sonreír le da a uno una ventaja competitiva sobre los demás y se ha convertido en un atributo necesario de muchos empleados, al igual que un "uniforme pulcro".  Yoon-Do-rahm, un consejero de psicología, comparó la sociedad actual, que está llena de máscaras de sonrisa, con un espectáculo de payasos; ambos se caracterizan por sonrisas abundantes, aunque vacías y falsas. 
El síndrome de la máscara de la sonrisa puede causar problemas físicos y mentales. Natsume relata que muchos de sus pacientes desarrollaron dolores musculares y de cabeza como resultado de una sonrisa prolongada, y dice que estos son similares a los síntomas de una lesión por esfuerzo repetitivo .